# Konrad von Gossler
Konrad Ernst von Gossler (Potsdam, 28. studenog 1848. – Eisenach, 7. veljače 1933.) je bio njemački general i vojni zapovjednik. Tijekom Prvog svjetskog rata zapovijedao je VI. pričuvnim korpusom na Zapadnom bojištu.

## Vojna karijera
Konrad von Gossler rođen je 28. studenog 1848. u Potsdamu. Sin je Karla Gustava Gosslera, inače pruskog kancelara, i Sophie von Mühler. Gossler je u prusku vojsku stupio kao kadet 1868. godine, te je s činom poručnika sudjelovao u Prusko-francuskom ratu. Nakon završetka rata služi u raznim vojnim jedinicama te u Glavnom stožeru u Berlinu. U veljači 1897. dobiva zapovjedništvo nad 4. gardijskom pukovnijom smještenom u Koblenzu, dok je u ožujku iste godine unaprijeđen u pukovnika. U travnju 1900. promaknut je u general bojnika, nakon čega je u lipnju iste godine imenovan zamjenikom načelnika Glavnog stožera. U svibnju 1903. s činom general poručnika postaje zapovjednikom 11. pješačke divizije sa sjedištem u Breslau. U rujnu 1907. unaprijeđen je u generala pješaštva, te s tim činom u travnju 1908. postaje zapovjednikom tvrđave Mainz koju dužnost obavlja do ožujka 1910. kada je umirovljen.

## Prvi svjetski rat
Na početku Prvog svjetskog rata Gossler je reaktiviran, te dobiva zapovjedništvo nad VI. pričuvnim korpusom koji se na Zapadnom bojištu nalazio u sastavu 5. armije. Zapovijedajući navedenim korpusom sudjeluje u Bitci u Ardenima.
Od veljače 1916. Gossler sa svojim korpusom u sastavu 5. armije sudjeluje u Verdunskoj bitci. Nakon početka savezničke ofenzive na Sommi, VI. pričuvni korpus je premješten u sastav 2. armije, te Gossler sudjeluje u Bitci na Sommi. Za zapovijedanje u navedenim bitkama odlikovan je 10. kolovoza 1916. ordenom Pour le Mérite. U veljači 1917. Gossler je umirovljen.

## Poslije rata
Konrad von Gossler preminuo je 7. veljače 1933. godine u 85. godini života u Eisenachu. Od 1878. bio je oženjen Klarom Klaatsch s kojom je imao četiri kćeri.

## Vanjske poveznice
(eng.) Konrad von Gossler na stranici Prussianmachine.com

(njem.) Konrad von Gossler na stranici Deutschland14-18.de  Arhivirana inačica izvorne stranice od 2. travnja 2016. (Wayback Machine)